# Caxuxuman
Caxuxuman är en ort i Mexiko.   Den ligger i kommunen Zozocolco de Hidalgo och delstaten Veracruz, i den sydöstra delen av landet, 180 km öster om huvudstaden Mexico City. Caxuxuman ligger 222 meter över havet och antalet invånare är 514.
Terrängen runt Caxuxuman är kuperad åt sydväst, men åt nordost är den platt. Runt Caxuxuman är det tätbefolkat, med 383 invånare per kvadratkilometer. Närmaste större samhälle är Olintla, 15,8 km väster om Caxuxuman. I omgivningarna runt Caxuxuman växer huvudsakligen savannskog.